# Hospital Banco de Olhos de Porto Alegre
O Hospital Banco de Olhos de Porto Alegre é um hospital localizado na cidade brasileira de Porto Alegre, Rio Grande do Sul, sendo o maior centro de oftalmologia da região sul do país. Está situado na Rua Engenheiro Walter Boehl, n° 285, bairro Vila Ipiranga.
Especializado na área oftalmológica, com ampliada assistência clínica e cirúrgica, foi fundado em março de 1956, pelas Irmãs Filhas do Sagrado Coração de Jesus.